# Wings UK Tour 1979
Wings 1979 UK Tour fue la quinta y última gira musical del grupo británico Wings, realizada por el Reino Unido entre noviembre y diciembre de 1979.

## Historia
La gira contó con una nueva formación del grupo: además de Paul y Linda McCartney y Denny Laine, incluyó a Laurence Juber y Steve Holley, que se sumaron a la banda durante las sesiones de grabación de Back to the Egg. La gira comenzó con una etapa con diecinueve fechas por el Reino Unido para promocionar Back to the Egg, que se convirtió en el último trabajo de estudio de Wings. A pesar de planearse como la primera etapa de una gira mundial, con paradas por Japón, Europa y los Estados Unidos en el horizonte, la etapa británica se convirtió abruptamente en la última gira del grupo después de que Paul McCartney fuese arrestado en Tokio al año siguiente por posesión de marihuana, una situación similar a la que sufrió en Suecia en 1972.
Tras la gira, Wings se asoció con un reparto estelar de leyendas del rock para tocar un concierto en el Hammersmith Odeon de Londres bajo el título de Concerts for the People of Kampuchea, que supuso el último concierto de McCartney con Wings. Una grabación en directo de «Coming Up» de un concierto de Glasgow fue publicada como sencillo y alcanzó el número uno en los Estados Unidos.

## Banda
- Paul McCartney: bajo, guitarra acústica y eléctrica, piano y voz.
- Linda McCartney: teclados, percusión, pandereta, coros y voz.
- Denny Laine: guitarra acústica y eléctrica, bajo, piano y coros y voz.
- Laurence Juber: guitarra acústica y eléctrica, cascabel con mango de madera, teclado y coros.
- Steve Holley: batería, percusión y coros.

## Fechas
| Fecha                   | Ciudad              | País       | Escenario             |
| ----------------------- | ------------------- | ---------- | --------------------- |
| 23 de noviembre de 1979 | Liverpool           | Inglaterra | Royal Court Theatre   |
| 24 de noviembre de 1979 | Liverpool           | Inglaterra | Royal Court Theatre   |
| 25 de noviembre de 1979 | Liverpool           | Inglaterra | Royal Court Theatre   |
| 26 de noviembre de 1979 | Liverpool           | Inglaterra | Royal Court Theatre   |
| 28 de noviembre de 1979 | Manchester          | Inglaterra | The Apollo            |
| 29 de noviembre de 1979 | Manchester          | Inglaterra | The Apollo            |
| 1 de diciembre de 1979  | Southampton         | Inglaterra | Gaumont               |
| 2 de diciembre de 1979  | Brighton            | Inglaterra | New Conference Centre |
| 3 de diciembre de 1979  | Londres             | Inglaterra | Lewisham Odeon        |
| 5 de diciembre de 1979  | Londres             | Inglaterra | The Rainbow Theatre   |
| 7 de diciembre de 1979  | Londres             | Inglaterra | Empire Pool           |
| 8 de diciembre de 1979  | Londres             | Inglaterra | Empire Pool           |
| 9 de diciembre de 1979  | Londres             | Inglaterra | Empire Pool           |
| 10 de diciembre de 1979 | Londres             | Inglaterra | Empire Pool           |
| 12 de diciembre de 1979 | Birmingham          | Inglaterra | Birmingham Odeon      |
| 14 de diciembre de 1979 | Newcastle upon Tyne | Inglaterra | City Halls            |
| 15 de diciembre de 1979 | Edinburgh           | Escocia    | Odeon                 |
| 16 de diciembre de 1979 | Glasgow             | Escocia    | Apollo                |
| 17 de diciembre de 1979 | Glasgow             | Escocia    | Apollo                |
| 29 de diciembre de 1979 | Londres             | Inglaterra | Hammersmith Apollo    |

## Lista de canciones
1. "Got to Get You into My Life"
2. "Getting Closer "
3. "Every Night "
4. "Again and Again and Again"
5. "I've Had Enough"
6. "No Words"
7. "Cook of the House"
8. "Old Siam, Sir"
9. "Maybe I'm Amazed"
10. "The Fool on the Hill"
11. "Let It Be"
12. "Hot as Sun"
13. "Spin It On"
14. "Twenty Flight Rock"
15. "Go Now"
16. "Arrow Through Me"
17. "Wonderful Christmastime"
18. "Coming Up"
19. "Goodnight Tonight"
20. "Yesterday"
21. "Mull of Kintyre"
22. "Band on the Run"

Fuente: Setlist.fm